# Мамонтовка (Ленинградская область)
Мамонтовка (до 1948 года Пихкала, фин. Pihkala) — посёлок в Приморском городском поселении Выборгского района Ленинградской области.

## Название
Название деревни происходит от родового имени Пихканен. 
В 1948 году работники размещённого в деревне подсобного хозяйства кузнечно-механического завода получили задание дать деревне русское название. Ими было выбрано новое наименование — Метростроевка. Но комиссия по переименованию изменила это решение и с 1949 года деревня Пихкала стала именоваться Мамонтовка. Причины выбора такого названия не установлены.

## История
Впервые в документах имена Эрика и Ниило Пихканена упоминаются в 1559 году.
В начале Северной войны в деревне насчитывалось два двора с семью податными душами. Затем упоминания о деревне исчезают.
В 1728 году упоминаются четверо крестьян, живших в Пихкала.
В 1810 году численность населения деревни возросла до 63 человек.

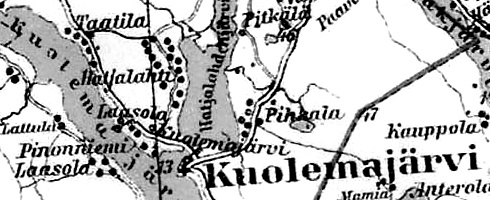
Деревня Пихкала на финской карте 1923 года

В 1938 году в деревне насчитывалось 16 земельных наделов. До 1939 года деревня Пихкала входила в состав волости Куолемаярви Выборгской губернии Финляндской республики.
С 1 июля 1941 года по 31 мая 1944 года финская оккупация.
В 1945 году в деревне разместилось подсобное хозяйство кузнечно-механического завода.
С 1 января 1949 года деревня Пихкала учитывается административными данными как деревня Мамонтовка.
Согласно административным данным 1966 и 1973 годов посёлок Мамонтовка находился в составе Рябовского сельсовета.
По данным 1990 года посёлок Мамонтовка находился в составе Краснодолинского сельсовета.
В 1997 году в посёлке Мамонтовка Краснодолинской волости не было постоянного населения, в 2002 году — 9 человек (все русские).
В 2007 году в посёлке Мамонтовка Приморского ГП проживал 1 человек, в 2010 году — 17 человек.

## География
Посёлок расположен в западной части района на автодороге 41К-092 (Высокое — Синицино).
Расстояние до административного центра поселения — 18 км.
Расстояние до ближайшей железнодорожной станции Куолемаярви — 7 км. 
Посёлок находится на восточном берегу Александровского озера.

## Демография
| 2007 | 2010 | 2017 | 2021 |
| ---- | ---- | ---- | ---- |
| 1    | ↗17  | ↘2   | ↗25  |

## Улицы
Камышовское шоссе, Компрессорная, Крестьянская, Форелевая.